# カール2世 (メクレンブルク＝シュトレーリッツ大公)

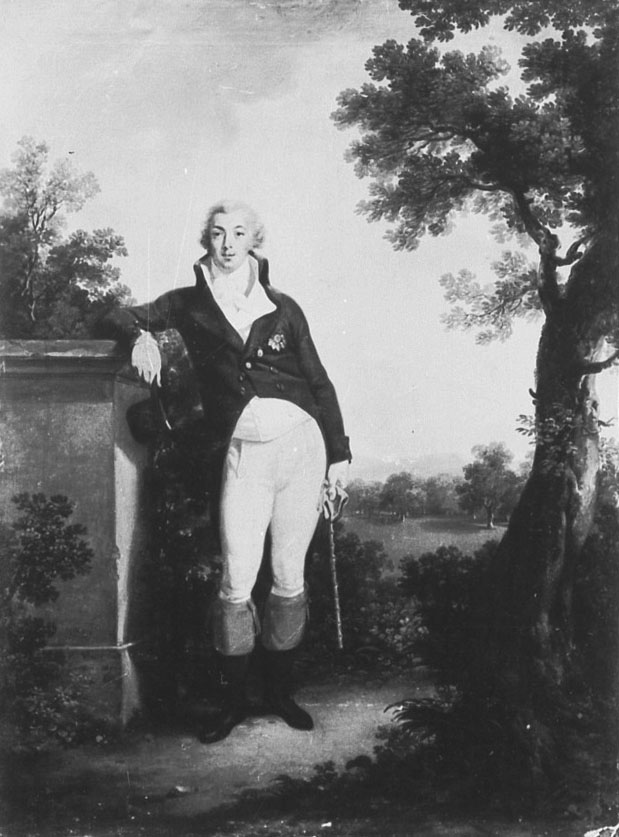
カール2世（1800年頃）

カール2世（Karl II., 1741年10月10日 - 1816年11月6日）は、メクレンブルク＝シュトレーリッツ大公国の初代大公（在位：1816年）。初めはメクレンブルク＝シュトレーリッツ公（在位：1794年 - 1816年）。全名はカール・ルートヴィヒ・フリードリヒ（Karl Ludwig Friedrich）。メクレンブルク＝シュトレーリッツ公子カールの次男。

## 来歴
1741年10月10日、アドルフ・フリードリヒ2世の次男カールとその妻であったザクセン＝ヒルトブルクハウゼン公エルンスト・フリードリヒ1世の娘エリーザベト・アルベルティーネ（1713年 - 1761年）の間に第6子としてミロー（メクレンブルク＝フォアポンメルン州メクレンブルク＝シュトレーリッツ郡）で生まれた。
初めハノーファー選帝侯国の陸軍に仕官し、中将（Generalleutnant）に任じられていた。妹シャルロッテ（英語名 シャーロット・オブ・メクレンバーグ＝ストレリッツ）がイギリス王ジョージ3世（ハノーファー選帝侯ゲオルク3世）と結婚すると、義弟によってハノーファーの総督に任命された。
アドルフ・フリードリヒ2世の後を嗣いだ伯父アドルフ・フリードリヒ3世が男子のないまま1752年に歿すると、カールの兄アドルフ・フリードリヒ4世が公位を嗣いだ。アドルフ・フリードリヒ4世は子供がいないまま死去したため、1794年にカールが公位に即いた。
治世中、カール2世は農業技術の発展に努め、警察組織を設立し、義務教育を導入した。1806年にはライン同盟に加盟し、ウィーン会議の決定によって彼の公国は大公国となった。1816年11月6日にノイシュトレーリッツ（メクレンブルク＝フォアポンメルン州メクレンブルク＝シュトレーリッツ郡）で死去し、成人した最年長の息子であるゲオルクが大公位を嗣いだ。

## 子女
カール2世は生涯に2度結婚している。最初の妃であるヘッセン＝ダルムシュタット方伯子ゲオルク・ヴィルヘルムの娘フリーデリケ・カロリーネ・ルイーゼ（1752年 - 1782年）とは1768年9月18日にダルムシュタットで結婚し、彼女との間に以下の4男6女をもうけた。
- シャルロッテ・ゲオルギーネ・ルイーゼ・フリーデリケ（1769年 - 1818年） - ザクセン＝ヒルトブルクハウゼン公フリードリヒ妃
- カロリーネ・アウグステ（1771年 - 1773年）
- ゲオルク・カール・フリードリヒ（1772年 - 1773年）
- テレーゼ・マティルデ・アマーリエ（1773年 - 1839年） - トゥルン・ウント・タクシス侯カール・アレクサンダー妃
- フリードリヒ・ゲオルク・カール（1774年）
- ルイーゼ・アウグステ・ヴィルヘルミーネ・アマーリエ（1776年 - 1810年） - プロイセン王フリードリヒ・ヴィルヘルム3世妃
- フリーデリケ・カロリーネ・ゾフィー・アレクサンドリーネ（1778年 - 1841年） - プロイセン王子ルートヴィヒ妃、ゾルムス＝ブラウンフェルス公フリードリヒ・ヴィルヘルム妃、ハノーファー王エルンスト・アウグスト妃
- ゲオルク・フリードリヒ・カール・ヨーゼフ（1779年 - 1860年） - メクレンブルク＝シュトレーリッツ大公
- フリードリヒ・カール・フェルディナント（1781年 - 1783年）
- アウグステ・アルベルティーネ（1782年）

フリーデリケと死別すると、カール2世は彼女の妹であるシャルロッテ（1755年 - 1785年）と結婚した。後妻との間には以下の1男をもうけた。
- カール・フリードリヒ・アウグスト（1785年 - 1837年）

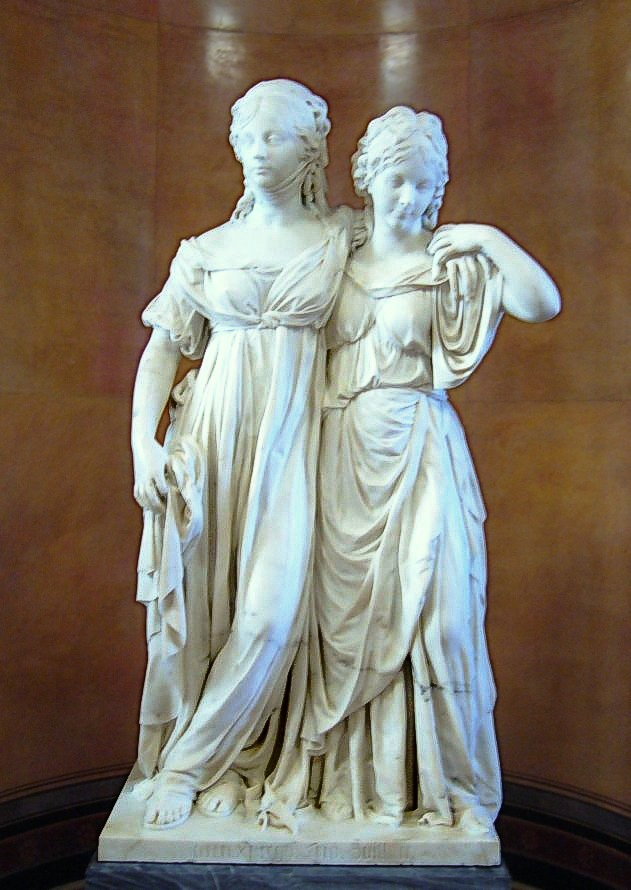
ルイーゼとフリーデリケの立像（シャドウ作、1797年、大理石製、ベルリン美術館蔵）